# Anders Gärderud
Anders Gärderud (n. 28 august 1946, Stockholm, Suedia) este un atlet suedez, medaliat olimpic. A participat la 3 ediții ale Jocurilor Olimpice (1968, 1972, 1976) în care a câștigat o medalie de aur în proba de 3000 m obstacole.

## Palmares
| An   | Competiție                   | Locație                 | Loc | Eveniment        | Note    |
| ---- | ---------------------------- | ----------------------- | --- | ---------------- | ------- |
| 1964 | Jocurile Europene de Juniori | Varșovia, Polonia       | 1   | 1500 m obstacole | 4:08,0  |
| 1966 | Jocurile Europene în sală    | Dortmund, Germania      | 6   | 3000 m           | 8:12,8  |
| 1966 | Campionatul European         | Budapesta, Ungaria      | 18  | 1500 m           | 3:45,8  |
| 1968 | Jocurile Olimpice            | Ciudad de México, Mexic | 18  | 800 m            | 1:48,99 |
| 1968 | Jocurile Olimpice            | Ciudad de México, Mexic | 31  | 1500 m           | 3:54,28 |
| 1971 | Campionatul European         | Helsinki, Finlanda      | 10  | 3000 m obstacole | 8:39,58 |
| 1972 | Jocurile Olimpice            | München, Germania       | 33  | 5000 m           | 13:57,2 |
| 1972 | Jocurile Olimpice            | München, Germania       | 14  | 3000 m obstacole | 8:30,8  |
| 1974 | Campionatul Mondial de Cros  | Monza, Italia           | 32  | 12 km            |         |
| 1974 | Campionatul European         | Roma, Italia            | 2   | 3000 m obstacole | 8:15,41 |
| 1976 | Jocurile Olimpice            | Montréal, Canada        | 1   | 3000 m obstacole | 8:08,02 |